# 高宮利行
髙宮 利行（たかみや としゆき、1944年2月23日 - ）は、日本のイギリス文学者、慶應義塾大学名誉教授。中世英文学を専攻。FSAフェロー。

## 人物・来歴
東京都出身。代々木ゼミナール創業者・高宮行男の長男。弟は高宮英郎。麻布中学校・高等学校を経て、1966年慶應義塾大学経済学部卒業、1968年慶應義塾大学文学部文学科英文学専攻卒業、1970年同大学院修士課程修了、1971年同助手、1973年同博士課程単位取得退学、1978年ケンブリッジ大学博士課程単位取得退学、慶應義塾大学助教授、1985年同教授。2008年定年退任、名誉教授。厨川文夫、デレク・ブルーア（w:Derek Brewer）、イアン・ドイル（Ian Doyle）に師事した。
1986年5月5日、ロンドン好古家協会フェローに選出された。

## 著書
- 『西洋書物学事始め』 青土社、1993
- 『愛書家のケンブリッジ』 図書出版社、1994
- 『愛書家の年輪』 図書出版社、1994
- 『アーサー王伝説万華鏡』 中央公論社、1995
- 『グーテンベルクの謎　活字メディアの誕生とその後』 岩波書店、1998
- 『アーサー王物語の魅力　ケルトから漱石へ』 秀文インターナショナル、1999
- 『本の世界はへんな世界』 雄松堂書店、2012
- 『書物に魅せられた奇人たち　英国愛書家列伝』 勉誠出版、2021
- 『西洋書物史への扉』 岩波新書、2023

### 共編著
- 『水の女　溟き水より』 トレヴィル、1993。改訂版・エディシオン・トレヴィル、2006。図版解説
- 『図説 本と人の歴史事典』原田範行共著、柏書房、1997
- 『中世イギリス文学入門 研究と文献案内』松田隆美共編、雄松堂出版、2008

## 翻訳
- リチャード・バーバー『アーサー王　その歴史と伝説』（東京書籍、1983）
- マーク・ジルアード『騎士道とジェントルマン　ヴィクトリア朝社会精神史』（不破有理共訳、三省堂、 1986）
- スティーヴン・アダムズ『ラファエル前派の画家たち』（リブロポート、1989）
- ロッテ・ヘリンガ『キャクストン印刷の謎　イングランドの印刷事始め』（雄松堂出版、1991）
- スタン・ナイト『西洋書体の歴史　古典時代からルネサンスへ』（慶應義塾大学出版社、2001）
- リック・ゲコスキー『トールキンのガウン　稀覯本ディーラーが明かす、稀な本、稀な人々』（早川書房、2008）